# РПГ-22
РПГ-22 «Нетто» (ТКБ-0125, индекс ГРАУ — 6Г18) — реактивная противотанковая граната. Является оружием одноразового применения.

## История
Является модернизированным вариантом реактивной противотанковой гранаты РПГ-18. Модернизация проводилась с целью повышения её бронепробиваемости, упрощения перевода из походного положения в боевое, совершенствования некоторых её элементов на основе опыта эксплуатации РПГ-18.
Производство РПГ-22 освоено в Болгарии, на заводе «Арсенал АД» в городе Казанлык

## Устройство
Основные изменения, внесённые в РПГ-22, по сравнению с РПГ-18:
- вместо наружной трубы применён выдвижной насадок, увеличивающий длину пускового устройства на 100 мм (у РПГ-18 раздвижением труб длина увеличивается на 345 мм), в результате РПГ-22 в боевом положении имеет длину 850 мм (у РПГ-18 — 1050 мм).
- увеличена мощность действия боевой части за счет повышения массы заряда, изготовленного из взрывчатого вещества типа «Окфол», с 312 г до 340 г и увеличения её калибра с 64 мм до 72,5 мм.
- вместо вкладного порохового заряда применен заряд трубчатого пироксилинового пороха марки 7/1 ТР В/А «щёточного типа», в результате повысилась скорость горения пороха и сократилось время работы двигателя, что позволило сделать более короткий ствол, при этом удалось повысить величину импульса реактивной силы и увеличить начальную скорость гранаты с 114 м/с до 133 м/с.
- изменён ударно-спусковой механизм, в результате чего стало возможным повторное его взведение в случае осечки.
- вместо взрывателя ВП-18 граната комплектуется более надёжным взрывателем ВП-22 с дальним взведением на 2,5-15 м после вылета и самоликвидацией после 3,5-6,5 с полёта.
- лопасти стабилизатора выполнены подпружиненными, что повысило надежность их раскрытия.
- изменён узел крепления гранаты в пусковом устройстве: вместо стопора в виде стальных пластин, гранату в трубе РПГ-22 удерживает пластмассовое кольцо, поставленное на заднюю часть реактивного двигателя с упором в торец казённого среза ствола.
- изменено устройство задней крышки трубы: при переводе в боевое положение задняя крышка открывается автоматически.

Прицельное приспособление состоит из мушки и диоптра. На мушке имеются прицельные марки с цифрами «5», «15», «25», соответствующими дальностям стрельбы 50, 150, 250 м.

## Операторы
- СССР — в 1980 году РПГ-22 был принят на вооружение Советской Армии.
- Армения: некоторое количество советских РПГ-22 (в частности, из запасов  7-й армии Закавказского военного округа, дислоцировавшейся на территории Армянской ССР) оказалось на вооружении в начале 1990-х годов, в 2019 году ещё 500 шт. было закуплено в Болгарии[4]
- Болгария[3]
- Россия
- Украина